# Speocera papuana
Speocera papuana är en spindelart som först beskrevs av Léon Baert 1980.  Speocera papuana ingår i släktet Speocera och familjen Ochyroceratidae. Inga underarter finns listade i Catalogue of Life.